# Богородская волость (Усть-Сысольский уезд)
Богородская волость — административно-территориальная единица (волость), в 1796—1918 в составе Усть-Сысольского уезда Вологодской губернии Российской империи. В 1918—1921 — в составе Усть-Сысольского уезда Северо-Двинской губернии РСФСР. В 1922—1926 — в составе Усть-Сысольского уезда Автономной области Коми (Зырян) РСФСР. В 1926—1929 — в составе Сысольского уезда Автономной области Коми (Зырян) РСФСР. Упразднена в ходе реформы административно-территориального деления СССР.
Волосной центр на 1893 год — Вишерско-Богородское (Богородское, ныне — село Богородск).